# Rudi Simon
Rudolf (Rudi) Simon (Ninove, 23 maart 1945) is een voormalige Belgische atleet, die was gespecialiseerd in de middellange afstand. Hij nam in 1968 deel aan de Olympische Spelen.

## Carrière
Simon was aangesloten bij Ninove Atletiekclub (NAC). Hij werd getraind door Roger Moens. In 1968 werd hij Belgisch kampioen op de 1500 m en werd hij geselecteerd voor de Olympische Spelen in Mexico. Simon is de enige atleet van NAC die een selectie wist af te dwingen voor de Olympische Spelen. Op de Spelen gaf hij op in zijn reeks van de 800 m. Op de 1500 m werd hij uitgeschakeld in de reeksen.
Op 20 augustus 1969 verbeterde hij met twee tiende van een seconde het tien jaar oude Belgisch record van zijn trainer Roger Moens op de 1000 m. Hij nam in september van dat jaar deel aan de Europese kampioenschappen in Athene, maar werd uitgeschakeld in de reeksen van de 800 m.
Rudi Simon werd later trainer bij zijn club NAC. Hij trainde onder meer Guy Tondeur, Belgisch kampioen op de 800 m in 1976 en 1978.

## Belgische kampioenschappen
| Onderdeel | Jaar |
| --------- | ---- |
| 1500 m    | 1968 |

## Persoonlijke records
| Onderdeel | Prestatie | Datum             | Plaats |
| --------- | --------- | ----------------- | ------ |
| 800 m     | 1.46,9    | 12 september 1968 | Douai  |
| 1000 m    | 2.19,0    | 20 augustus 1969  | Vorst  |
| 1500 m    | 3.39,4    | 10 juli 1968      | Keulen |

## Palmares

### 800 m
- 1968: DNF in reeks OS in Mexico-Stad
- 1969: 7e in reeks EK in Athene – 1.51,1

### 1500 m
- 1968:  BK AC – 3.46,3
- 1968: 11e in reeks OS in Mexico-Stad – 4.06,9